# Цильна (станция)
Цильна́ — промежуточная железнодорожная станция Волго-Камского региона Куйбышевской железной дороги. Расположена в рабочем посёлке Цильна Ульяновской области. Находится на участке с тепловозной тягой Волжской рокады. 

## История
Станция открылась в 1942 году при строительстве Волжской рокады .
В 1942 году у станции начато строительство нефтебазы, а рядом вырос посёлок. В 1945 году из села Ундоры было переведено «Заготзерно», в 1947 году построена контора и бараки, ныне ООО «Цильнинский элеватор». В декабре 1967 года был принят в эксплуатацию Ульяновский сахарный завод, к которому от станции были проложены подъездные пути.

## Деятельность
На станции осуществляются:
- Приём и выдача грузов повагонными и мелкими отправками, загружаемых целыми вагонами, только на подъездных путях и местах необщего пользования.
- Посадка и высадка пассажиров на (из) поезда пригородного и местного сообщения. Приём и выдача багажа не производятся.

## Дальнее следование по станции
По состоянию на май 2024 год через станцию курсируют следующие поезда дальнего следования:

### Круглогодичное движение поездов
| № поезда | Маршрут движения                | № поезда | Маршрут движения                |
| -------- | ------------------------------- | -------- | ------------------------------- |
| 6751     | Казань-Пасс. — Ульяновск-Центр. | 6753     | Ульяновск-Центр. — Казань-Пасс. |